# خورخه روخاس (بازیکن فوتبال اسپانیایی)
خورخه روخاس (انگلیسی: Jorge Rojas؛ زادهٔ ۱۵ آوریل ۱۹۸۳) بازیکن فوتبال اهل اسپانیا است.